# Корсини, Нери Мария
Нери Мария Корсини (итал. Neri Maria Corsini; 19 мая 1685, Флоренция, Великое герцогство Тоскана — 6 декабря 1770, Рим, Папская область) — итальянский куриальный кардинал. Внучатый племянник кардинала Нери Корсини, племянник Папы Климента XII и внучатый дядя кардинала Андреа Корсини. Префект Верховного Трибунала Апостольской Сигнатуры справедливости со 2 марта 1733 по 6 декабря 1770. Архипресвитер патриаршей Латеранской базилики с августа 1740 по 6 декабря 1770. Секретарь Священной Конгрегации Римской и Вселенской Инквизиции с 26 февраля 1753 по 6 декабря 1770. Кардинал in pectore с 14 августа по 11 декабря 1730. Кардинал-дьякон с 11 декабря 1730, с титулярной диаконией Сант-Адриано-аль-Форо с 8 января 1731 по 6 мая 1737. Кардинал-дьякон с титулярной диаконией Сант-Эустакьо с 6 мая 1737 по 6 декабря 1770.